# Syroloma
Syroloma Simon, 1900 è un genere di ragni appartenente alla famiglia Lycosidae.

## Distribuzione
Le due specie sono state rinvenute nelle isole Hawaii: la S. maior nell'isola di Kona e nell'isola di Kauai, nei pressi del cratere Halemaʻumaʻu; la S. minor nell'isola di Molokai, nell'isola di Maui, sul vulcano Haleakalā e nell'isola di Kauai, nei pressi del cratere Halemaʻumaʻu. 

## Tassonomia
Non sono stati esaminati esemplari di questo genere dal 1900.
Attualmente, a novembre 2021, si compone di 2 specie:
- Syroloma major Simon, 1900[3] — Isole Hawaii
- Syroloma minor Simon, 1900 — Isole Hawaii